# Danby Castle

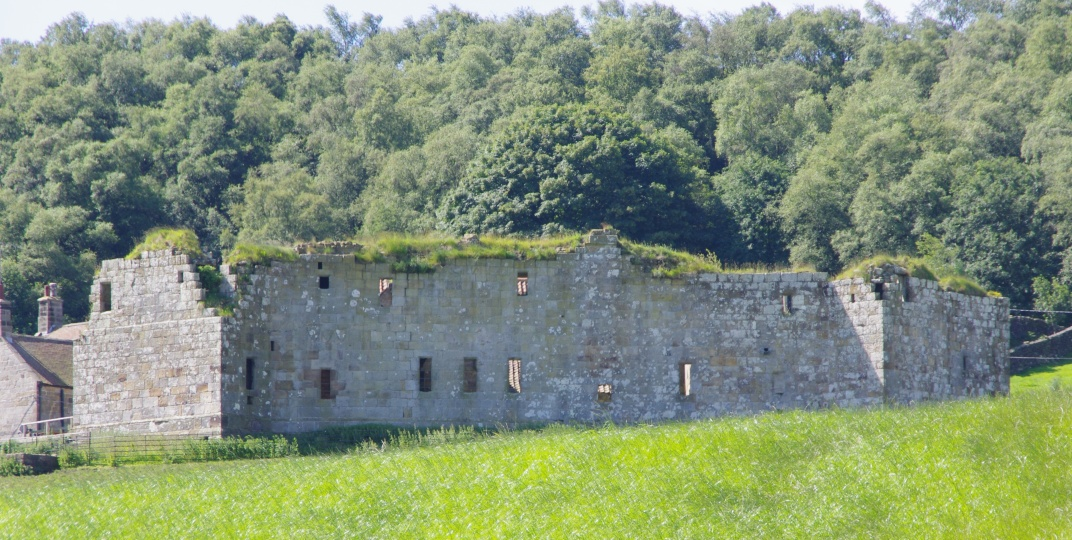
Ruine von Danby Castle

Danby Castle ist eine Burgruine etwa 1,8 km südöstlich des Dorfes Danby in der englischen Verwaltungseinheit North Yorkshire.
Die Burgruine liegt in beherrschender Stellung auf den abgewandten Hängen der Danby Rigg. Die Kastellburg wurde in den Jahren 1301 und 1302 für William Latimer als Zeichen seines Reichtums errichtet und war damals zugleich ein architektonisches Pionierstück, da sie Verteidigungsbereitschaft und Wohnkomfort verband.
Im 16. Jahrhundert wurden Anbauten und Veränderungen angebracht. Catherine Parr die nachmalige 6. Gattin König Heinrichs VIII., lebte dort einige Zeit.
Die Burgruine wird heute für Hochzeiten vermietet; ein Teil der Gebäude ist ein Bauernhaus, in dem der Besitzer des Anwesens wohnt. Danby Court Leet, ein rein männlich besetzter Gerichtshof, der ursprünglich für die gesamte Grundherrschaft zuständig war, heute aber nur noch mit der Verwaltung des Gemeindelandes betraut ist, trifft sich regelmäßig im Gerichtssaal der Burg.